# Lambsborn

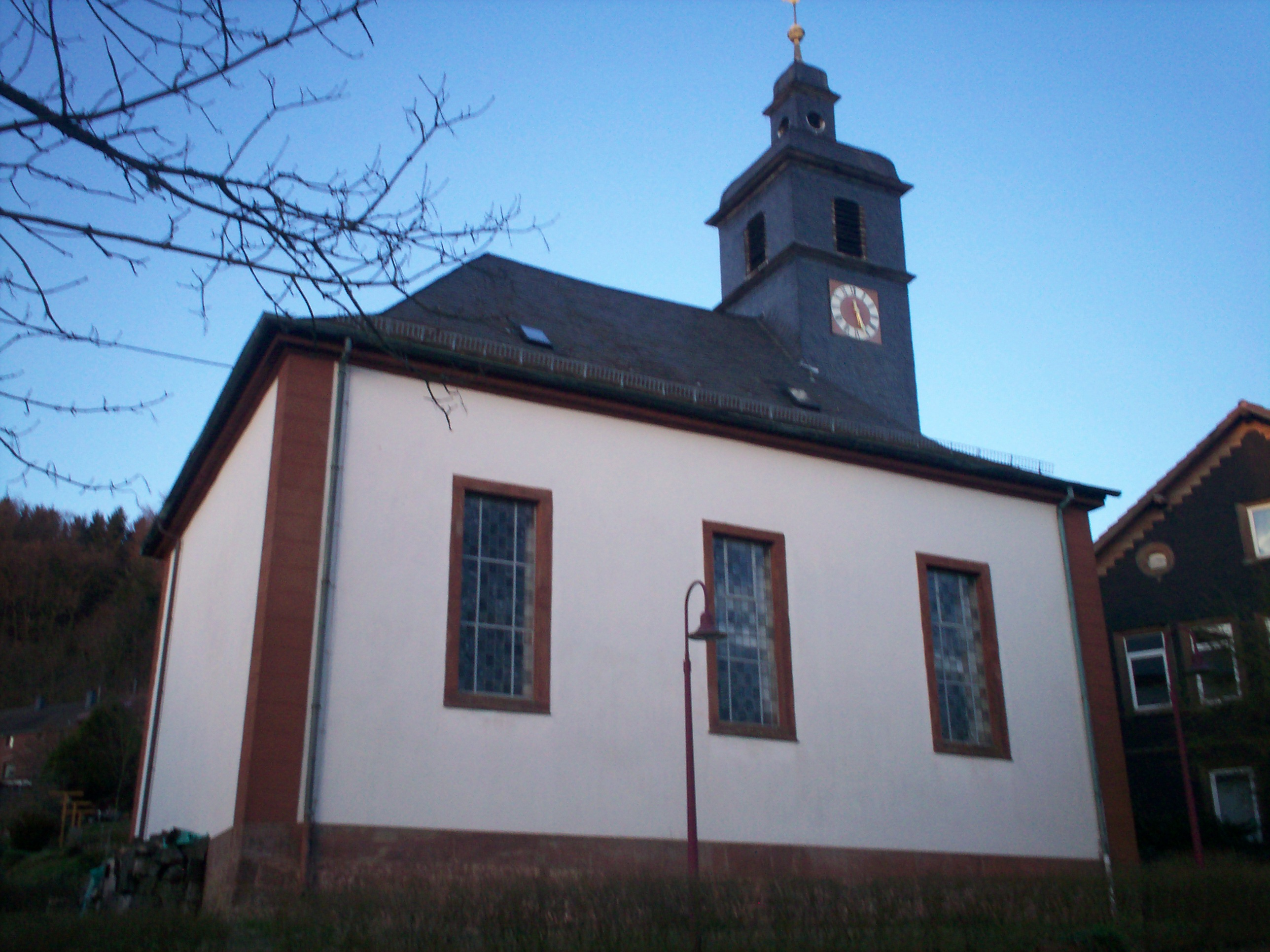
Die Protestantische Pfarrkirche

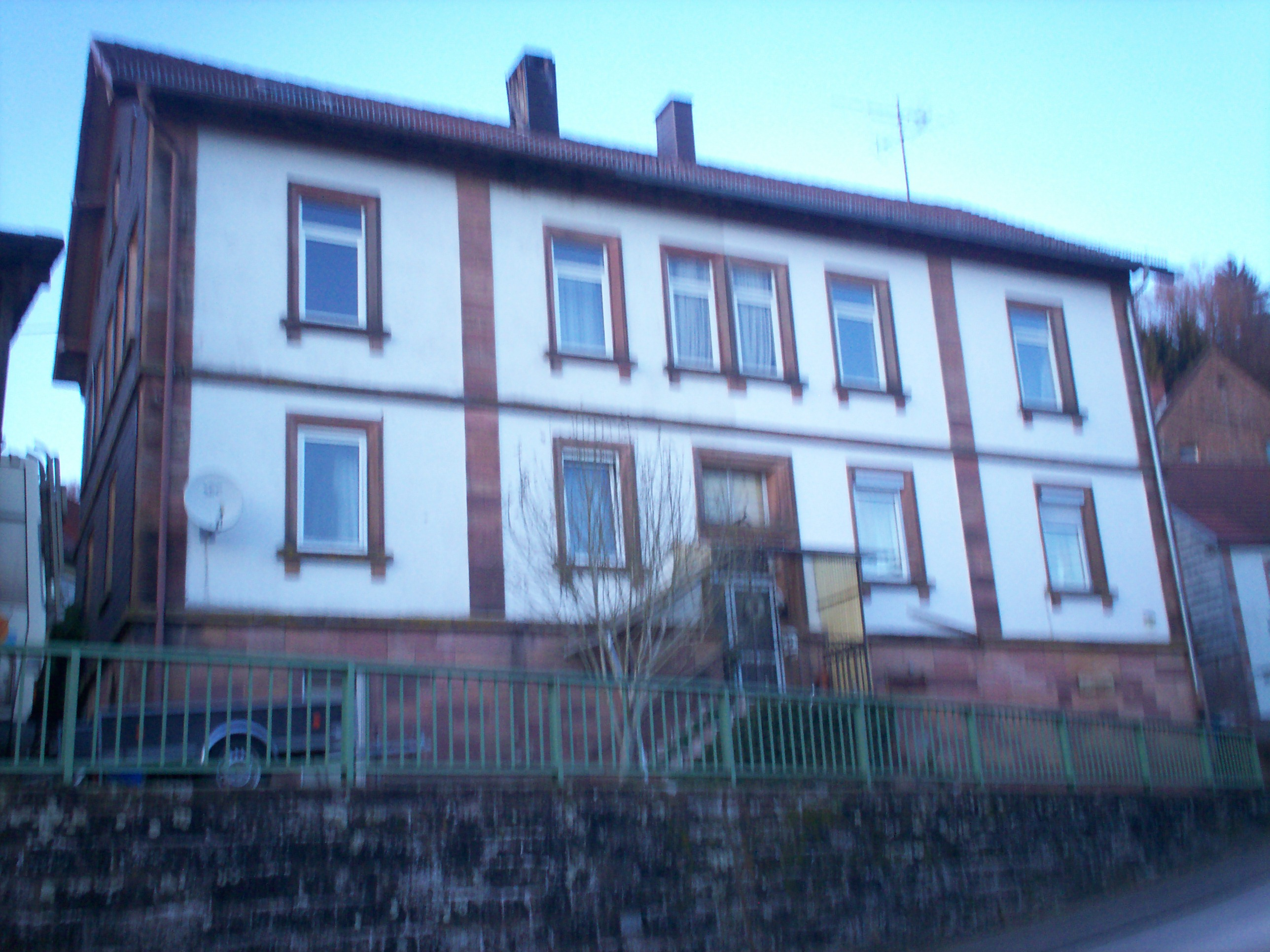
Die ehemalige Schule

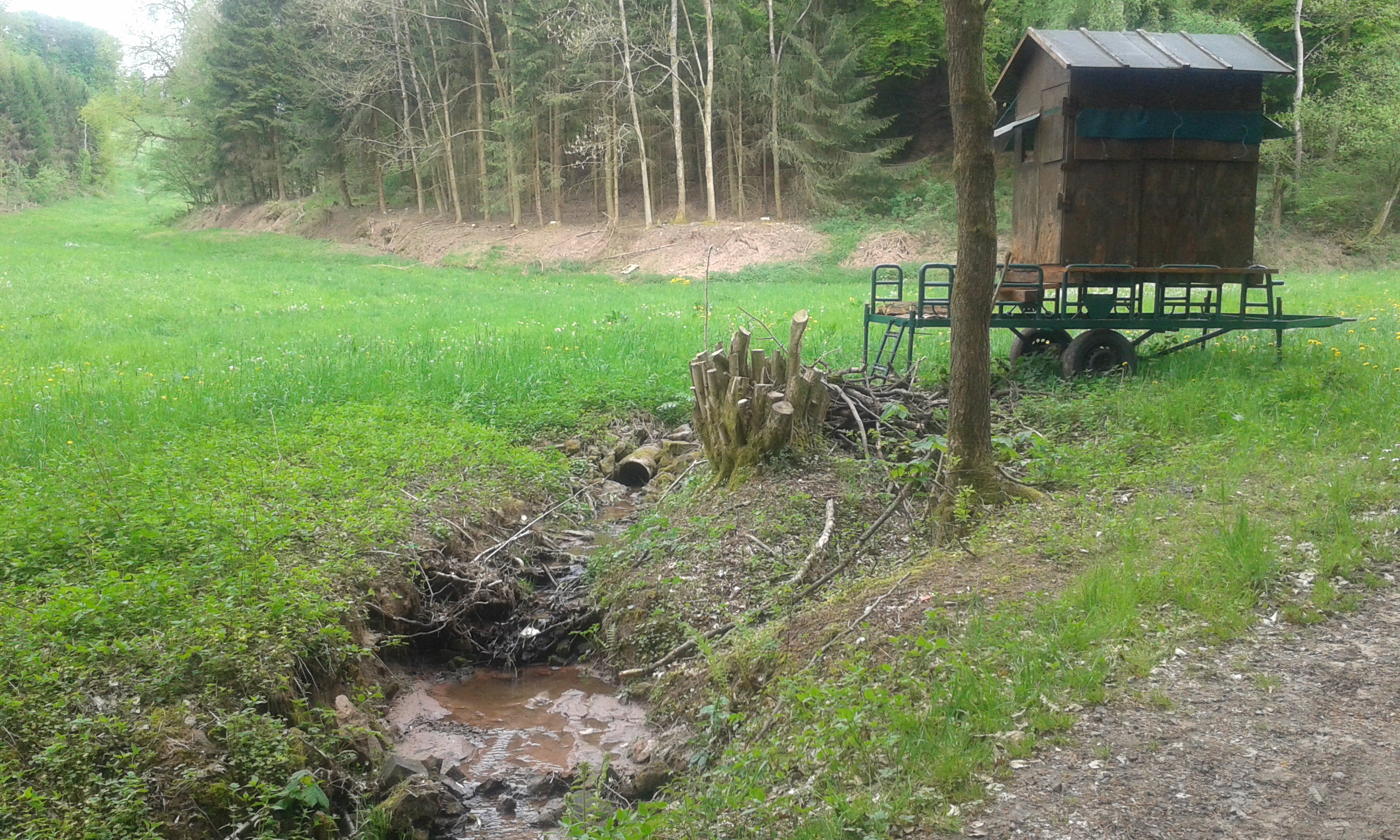
Lambsbachquelle bei Lambsborn

Lambsborn ist eine Ortsgemeinde im Landkreis Kaiserslautern in Rheinland-Pfalz. Lambsborn gehört der Verbandsgemeinde Bruchmühlbach-Miesau an.

## Geographie
Die Gemeinde liegt im Naturraum Sickinger Stufe am Fuß der Sickinger Höhe zwischen den Naturparks Pfälzerwald und Saar-Hunsrück. Südlich der Ortslage entspringt der Lambsbach. Zu Lambsborn gehören auch die Wohnplätze Heidehof und Haus Heideblick.
Nachbarorte von Lambsborn sind die Ortsgemeinden Bruchmühlbach-Miesau im Norden, Martinshöhe im Osten sowie – bereits zum Landkreis Südwestpfalz gehörend – die Ortsgemeinden Rosenkopf im Süden und Bechhofen im Südwesten.

## Geschichte
Die erste Erwähnung von Lambsborn erfolgte um 1150. Ende des 18. Jahrhunderts gehörte der Ort zum Herzogtum Pfalz-Zweibrücken und war Sitz einer Schultheißerei, die dem Oberamt Homburg zugeordnet war.
Die Inbesitznahme des Linken Rheinufers durch französische Revolutionstruppen beendete die alte Ordnung. Der Ort wurde von 1798 bis 1814 Teil der Französischen Republik (bis 1804) und anschließend des Französischen Kaiserreichs. Lambsborn wurde Sitz einer Mairie im Kanton Homburg des Arrondissements Zweibrücken im Departement Donnersberg, zu der auch Langwieden und Martinshöhe zugeordnet waren.
Nach der Niederlage Napoleons fiel Lambsborn aufgrund der 1815 auf dem Wiener Kongress getroffenen Vereinbarungen als Teil der linksrheinischen Pfalz zunächst an Österreich und 1816 aufgrund eines Tauschvertrages an das Königreich Bayern. Ab 1818 gehörte Lambsborn  verwaltungsmäßig zum Landkommissariat Homburg. 1920 wechselte es vom Bezirksamt Homburg zum Bezirksamt Zweibrücken. Seit der Verwaltungsreform 1972 gehört es zum Landkreis Kaiserslautern.

## Politik

### Gemeinderat
Der Gemeinderat in Lambsborn besteht aus zwölf Ratsmitgliedern, die bei der Kommunalwahl am 9. Juni 2024 in einer Mehrheitswahl gewählt wurden, und dem ehrenamtlichen Ortsbürgermeister als Vorsitzendem. Bei der Wahl im Jahre 2009 wurden die Ratsmitglieder in einer personalisierten Verhältniswahl gewählt, da zwei Wahlvorschlagslisten eingereicht wurden.
Die Sitzverteilung im Gemeinderat:
| Wahl | SPD               | FWG               | Gesamt   |
| ---- | ----------------- | ----------------- | -------- |
| 2024 | per Mehrheitswahl | per Mehrheitswahl | 12 Sitze |
| 2019 | per Mehrheitswahl | per Mehrheitswahl | 12 Sitze |
| 2014 | per Mehrheitswahl | per Mehrheitswahl | 12 Sitze |
| 2009 | 4                 | 8                 | 12 Sitze |
| 2004 | per Mehrheitswahl | per Mehrheitswahl | 12 Sitze |

### Bürgermeister
Markus Schwarz (SPD) wurde am 3. Juli 2024 Ortsbürgermeister von Lambsborn. Bei der Direktwahl am 9. Juni 2024 war er als einziger Bewerber mit einem Stimmenanteil von 76,7 % für fünf Jahre gewählt worden.
Sein Vorgänger Rudi Molter (SPD) hatte das Amt seit Herbst 2009 ausgeübt und kandidierte bei der Wahl 2024 nicht erneut. Zuletzt bei der Direktwahl am 26. Mai 2019 war Molter mit 72,71 % wiedergewählt worden.

### Wappen
| Wappen von Lambsborn | Blasonierung: „Über einer erniedrigten eingebogenen silbernen Spitze, darin ein schwarzes L, in Schwarz ein goldener Krummstab, beseitet rechts von einem rotbewehrten silbernen Doppeladler, links von einem rotbewehrten und -bezungten goldenen Löwen.“ |
| Wappen von Lambsborn | Wappenbegründung: Im Mittelalter war die Kirche in Lambsborn dem heiligen Lambert, Bischof von Lüttich, geweiht. Für diesen wie auch für das Kloster Hornbach als Patronatsherrn steht der Krummstab. Der doppelköpfige Adler erinnert an die Grafen von Saarwerden als frühere Ortsherren in Lambsborn, der Löwe an die Herzöge von Pfalz-Zweibrücken, die Nachfolger in der Ortsherrschaft und gleichzeitig Vögte der Abtei Hornbach. Auch ein Lambsborner Siegel von 1769 zeigt diesen Löwen. Die Initiale L des Ortsnamens schließlich wurde den Grenzsteinen entnommen. Mit Schwarz und Gold bzw. Schwarz und Silber sind die Farben der Herzöge von Pfalz-Zweibrücken und des Bistums Metz verwandt worden. |

## Verkehr
- Lambsborn liegt an der Kreisstraße 74, die östlich des Ortes in die Landesstraße 464 mündet.
- Die nächste Autobahnanschlussstelle ist Bruchmühlbach-Miesau an der Bundesautobahn 6 Saarbrücken-Kaiserslautern, etwa vier Kilometer entfernt.

## Söhne und Töchter der Gemeinde
- Bernd Beck (* 1956), ehemaliger Fußballspieler (beim FC 08 Homburg, bei Hertha BSC und Kickers Offenbach)
- Nico Zimmermann (* 1985), Fußballspieler (beim 1. FC Kaiserslautern, 1. FC Saarbrücken, Eintracht Braunschweig)